# Czesław Bartkowski

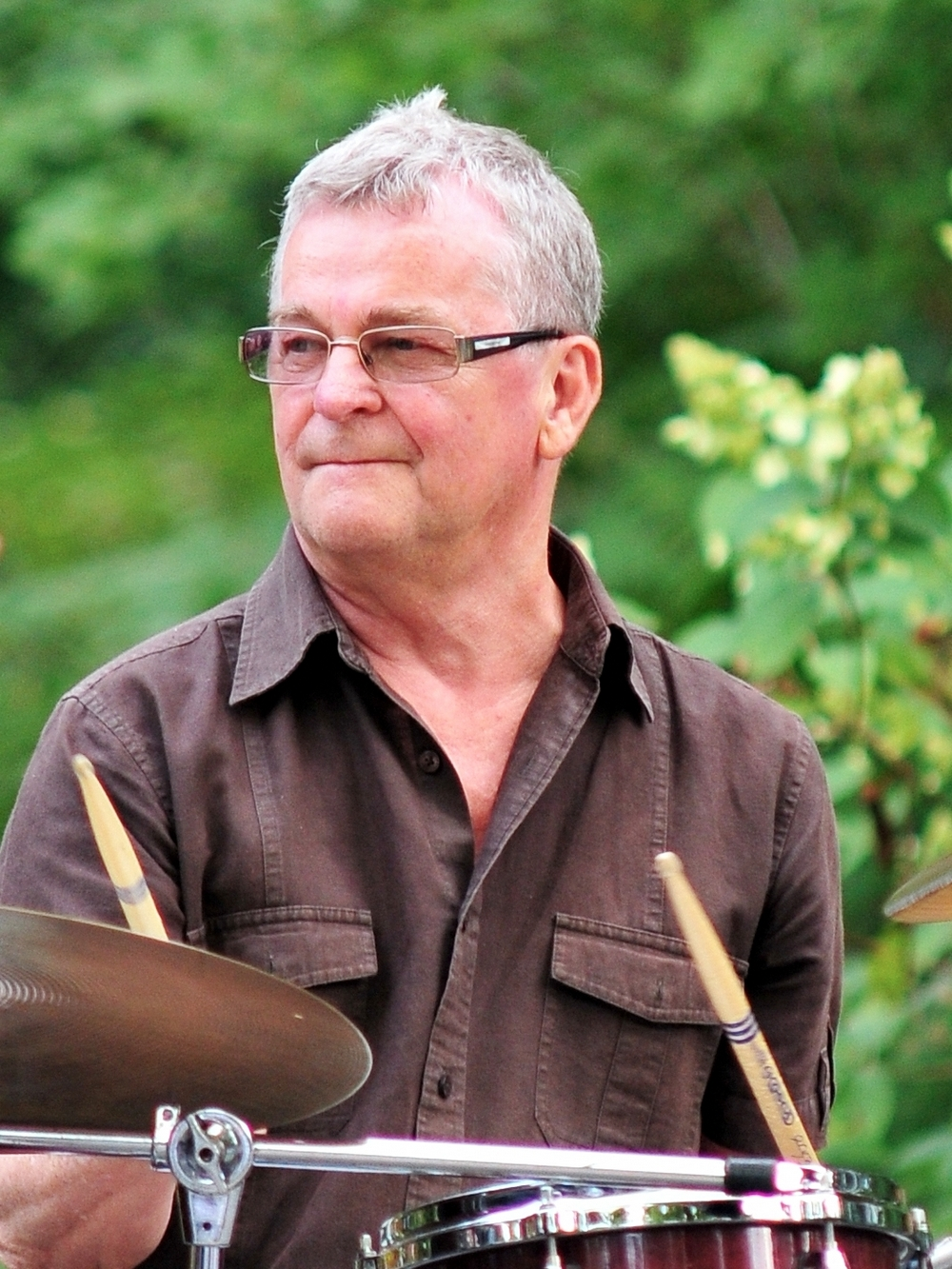
Czesław Bartkowski 2013

Czesław Bartkowski (* 19. April 1943 in Litzmannstadt) ist ein polnischer Schlagzeuger des Modern Jazz.

## Leben und Wirken
Bartkowski erhielt seit dem sechsten Lebensjahr Klavierunterricht. Ab 1955 studierte er in Breslau Musik (mit Hauptfach Schlagzeug). Seit Anfang der sechziger Jahre spielte er Jazz, zunächst in lokalen Bands, nach dem Umzug nach Warschau dann bei Krzysztof Komeda (1962–64) und mit Zbigniew Namysłowski, mit dem er auf internationalen Jazzfestivals auftrat. Er spielte dann bei Michał Urbaniak, bevor er seinen Wehrdienst ableisten musste. 1969 war er mit Namyslowski auf Asien- und Australientournee, bevor er sich Czesław Niemen anschloss („Czerwony Album“, 1971). Dann arbeitete er wieder bei Urbaniak, mit dem er auf dem Montreux Jazz Festival und dann auch in Nordamerika, etwa auf dem Newport Jazz Festival 1974, auftrat. Daneben spielte er in der polnischen Radio-Bigband und mit Namyslowski, bevor er ein Trio mit Tomasz Stańko und Adam Makowicz bildete, mit dem er auch in Deutschland auftrat. 1977 erschien sein Debüt-Album „Drums Dream“. Mit Tomasz Szukalski und Wojciech Karolak bildete er die Time Killers.  Er arbeitete auch mit der Bigband von Clark Terry, mit Zbigniew Seifert, Jan Wróblewski, Sławomir Kulpowicz, Aladár Pege, Ben Webster und den „Novi Singers“. Auch nahm er mit Ewa Bem, Jerzy Wasowski, Zbigniew Wegehaupt und Rolf Kühn auf. Derzeit arbeitet er im Trio des Pianisten Andrzej Jagodziński.
Seit 1993 lehrt er Schlagzeug an der Hochschule für Musik in Warschau.

## Diskographische Hinweise
- Michał Urbaniak Paratyphus B (1970)
- Zbigniew Namysłowski Kujaviak Goes Funky (1975)
- Tomasz Stańko AiJ (1982)
- Giovanni Mirabassi & Andrzej Jagodziński Trio (2003)

## Lexigraphische Einträge
- Martin Kunzler: Jazz-Lexikon. Band 1: A–L (= rororo-Sachbuch. Bd. 16512). 2. Auflage. Rowohlt, Reinbek bei Hamburg 2004, ISBN 3-499-16512-0.
- R. Wolański: Leksykon Polskiej Muzyki Rozrywkowej. Agencja Wydawnicza MOREX, Warszawa 1995, ISBN 83-86848-05-7.